# Picumnus granadensis
Picumnus granadensis là một loài chim trong họ Picidae.